# Eudorylas goennersdorfensis
Eudorylas goennersdorfensis is een vliegensoort uit de familie van de oogkopvliegen (Pipunculidae). De wetenschappelijke naam van de soort is voor het eerst geldig gepubliceerd in 1996 door dempewolf & von der Dunk.